# Estadio Belvedere

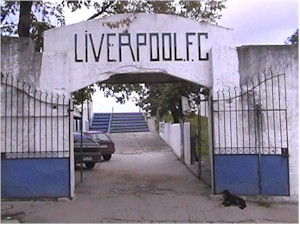
Stadion von Liverpool Montevideo

Das Estadio Belvedere ist ein Stadion in der uruguayischen Hauptstadt Montevideo und liegt im Stadtviertel Belvedere. Es wurde im Jahre 1910 erbaut und fasst heute 10.000 Zuschauer. Es wird zurzeit hauptsächlich als Fußballstadion genutzt.
Am 15. August 1910 hat die Uruguayische Fußballnationalmannschaft im Estadio Belvedere ihr erstes Spiel gegen die Argentinische Fußballnationalmannschaft (2:1) ausgetragen. Früher trugen die Montevideo Wanderers hier ihre Heimspiele aus, was heutzutage Liverpool Montevideo macht.